# مختبر

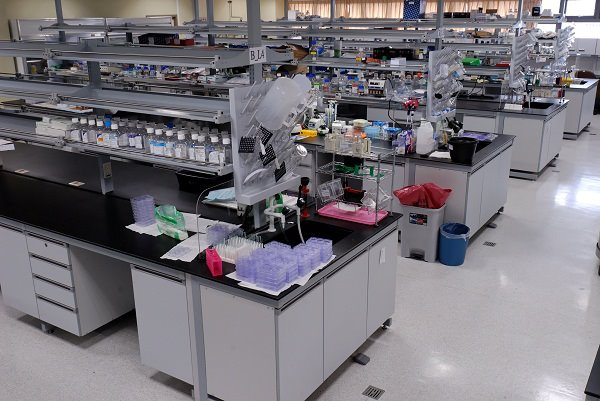
مختبر طبي يديره معهد الدراسات العليا في علم الأحياء السرطانية من جامعة الصين الطبية (تايوان) (تايوان)

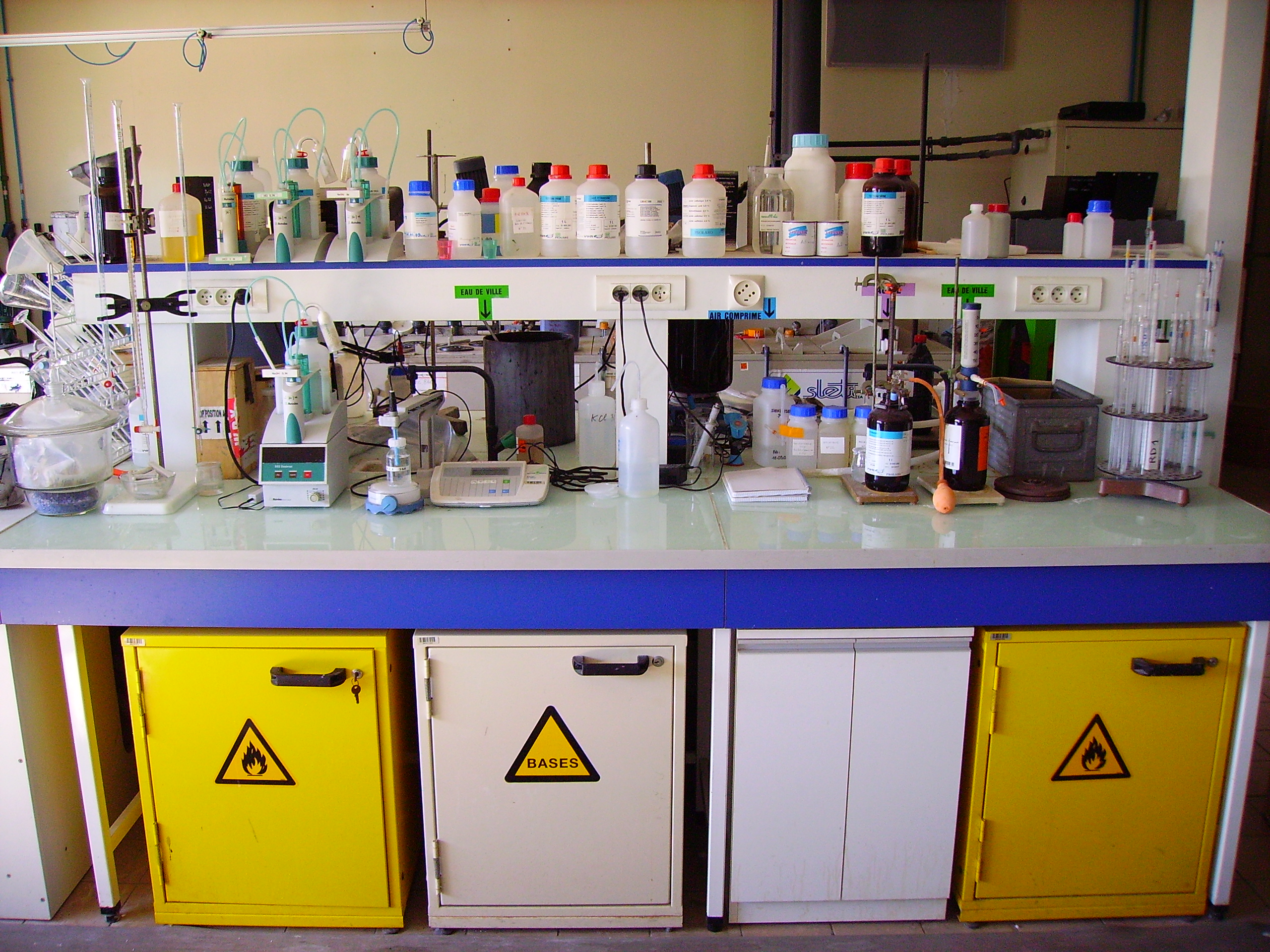
منضدة عمل في مختبر الكيمياء

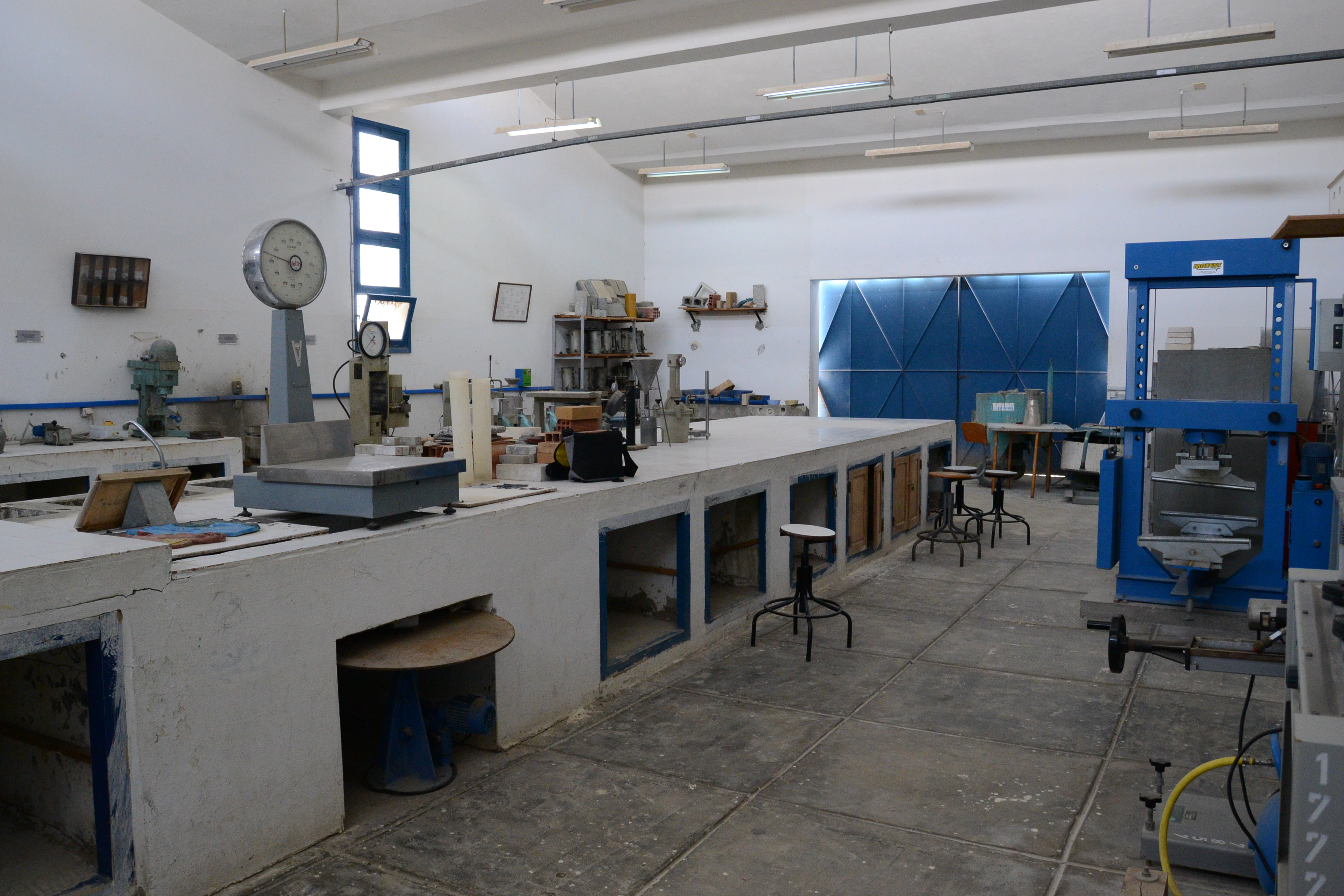
مختبر مواد بناء في المعهد العالي للدراسات التكنولوجية بنابل.

المُخْتَبَر (الجمع: مُخْتَبَرَات) أو المَخْبَر (الجمع: مَخَابِر) أو المَعْمَل (الجمع: مَعَامِل) هو منشأة تخوّل إمكانية إجراء التجارب العلمية والاختبارات والقياسات تحت ظروف معيارية يمكن التحكم بها. وقد يشار للمختبر بكلمة معمل، ومنها معمل الحاسب الآلي.
والمختبر في العموم هو مكان به عدد من العلماء أو الباحثين المتخصصين كل منهم له دور خاص به فمختبر الكيمياء به متخصص في فصل العينات عن الشوائب ولا يعني هذا أن المتخصص لا يعلم كيف يكشف عن الخصائص البلورية للمادة ولكن كل واحد منهم أمهر من الآخر في مجاله.
تتواجد المختبرات عادة في المنشآت العلمية كالمدارس والمعاهد والكليات والجامعات وكذلك في المستشفيات والمراكز الصحية ومراكز الأبحاث والمؤسسات البحثية إضافة إلى الجهات الحكومية التي تهتم بإجراءات الرقابة والتحقيق وتقديم التوصيات كمراكز الشرطة والتحكم بالجودة ومراقبة الأغذية ومنافذ الجمارك، ويعم كثير من المتخصصين والهواة إلى إنشاء مختبراتهم الخاصة لأغراض التسلية أو البحث العلمي المستقل.

## تاريخ المختبرات

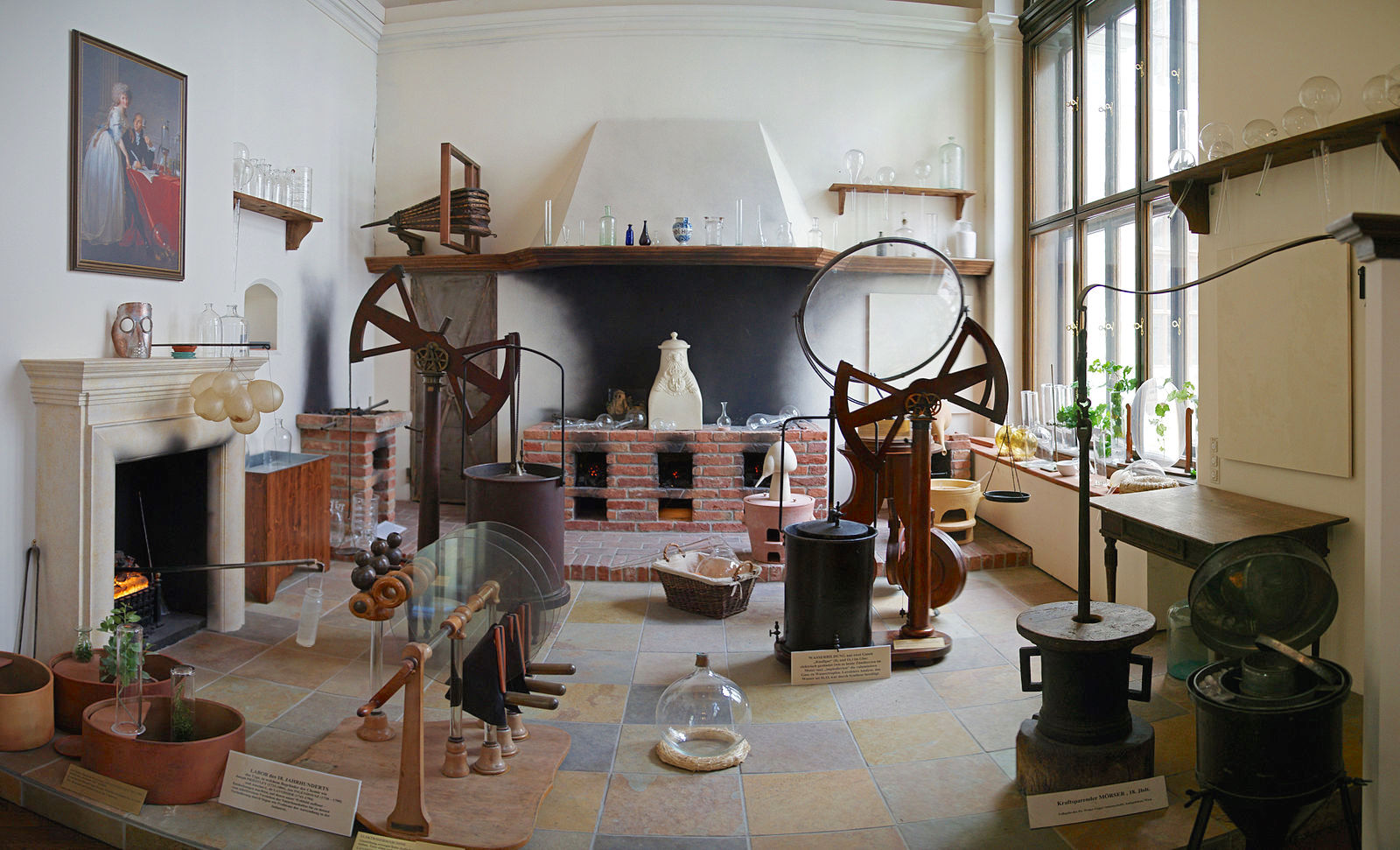
مختبر كيمياء من القرن 18، من النوع المستخدم من قبل أنطوان لافوازييه ومعاصريه
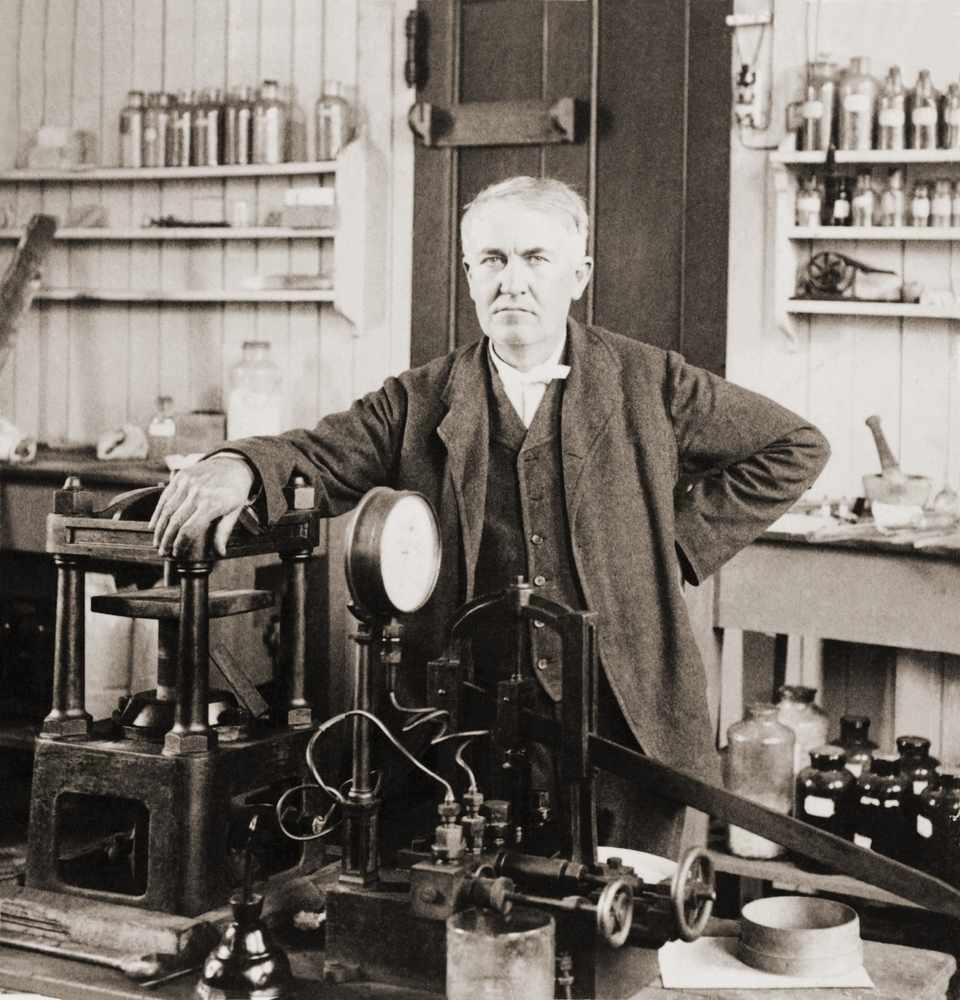
توماس إديسون في مختبره، 1901
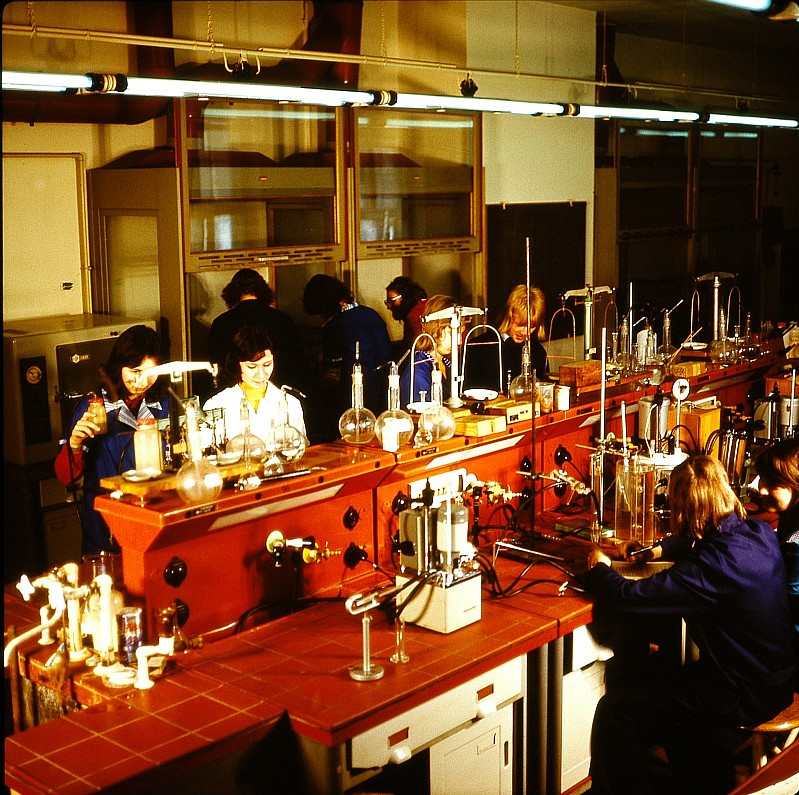
مختبر في عام 1970 م

## إجراءات السلامة

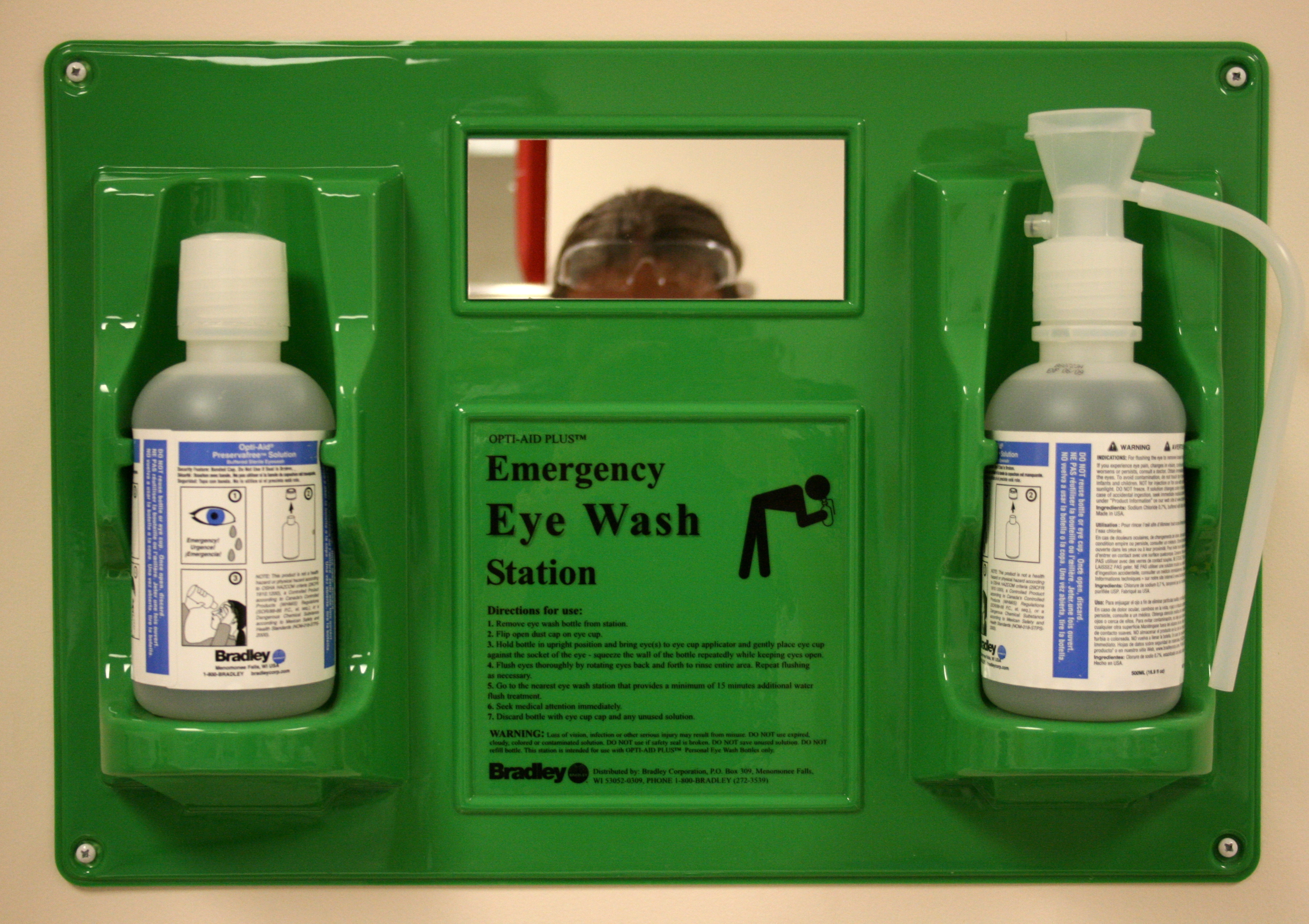
محطة غسل العين في أحد المختبرات.

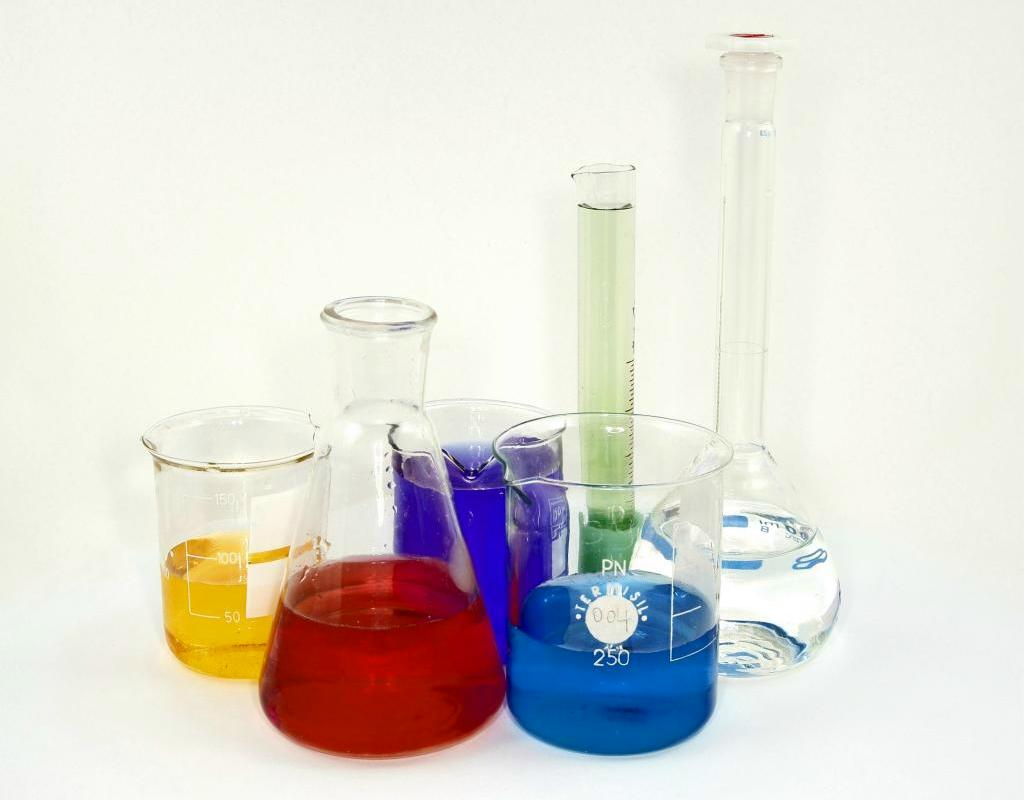
ثلاثة (الأواني الزجاجية) كؤوس، دورق مخروطي، أسطوانة مدرجة ودورق حجمي

## أنواع المختبرات والمعامل

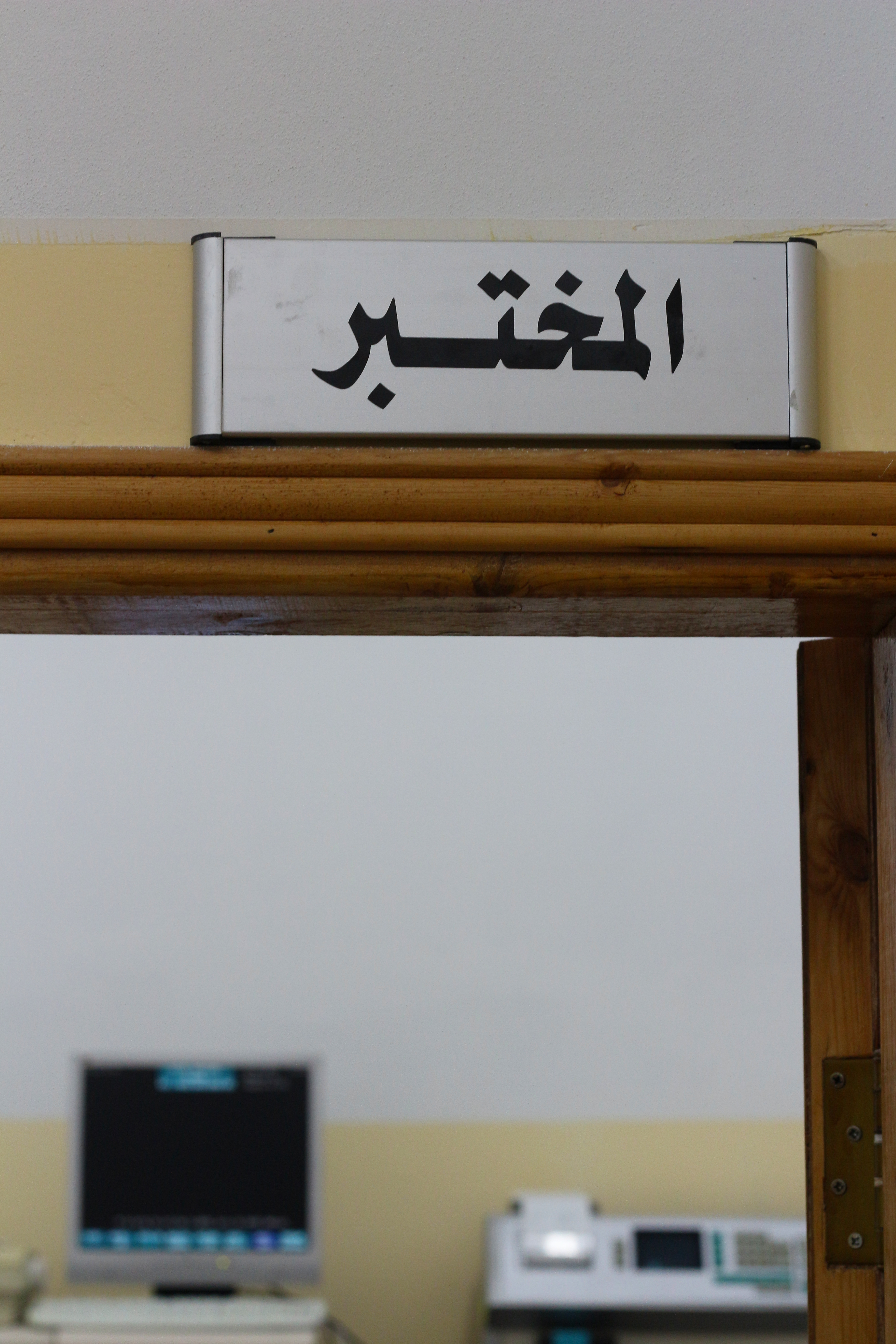
مُختبر تحاليل طبية في مخيم الفوار في فلسطين

بالإمكان تصنيفها إلى عدة أقسام رئيسة، منها:
- مختبر كيمياء: وهو مجهز بمواد كيميائية وأجهزة كهربائية وزجاجيات.

1. مختبر البتروكيمياوية: وتوجد في مراكز تكرير النفط.
2. مختبر الصناعة الكيميائية: وتوجد في مصانع المواد الكيميائية ويستخدم في عملية التأكد من الجودة.
3. مختبر الصناعة الدوائية: وتوجد في مصانع الدواء لإجراء التجارب على فعاليته.

- مختبر الفيزياء: وهو مجهز بأجهزة كهربائية ومواد فيزيائية بسيطة.
- مختبر الأحياء:

1. مختبرات التحاليل الطبية: هي الأماكن المجهزة بأجهزة ذات مستوى تقني عالي لإجراء وتنفيذ اختيارات دقيقة على الدم وسوائل الجسم المختلفة لإعطاء معلومات دقيقة عن الحالة الصحية للإنسان صاحب العينة (سواء كان مريضا أو معافى) وذلك للمساعدة في الوصول إلى تشخيص سليم لحالته واكتشاف الأمراض مبكرا في بعض الحالات.
2. مختبر لدراسة الكائنات الحية: وهي مهيئة لدراسة الكائنات الحية لمعرفتها عن قرب.[2]